# Edmond André Rocher
Pour les articles homonymes, voir Rocher.
Edmond André Rocher (2 novembre 1873 à Issy-les-Moulineaux - 23 février 1948 à Paris) est un poète, écrivain et plasticien français, créateur d'affiches et de gravures, enseignant à l'école Estienne.

## Biographie
Edmond André Rocher est né le 2 novembre 1873 à Issy-les-Moulineaux d'Augustin Rocher et Victorine Joséphine Gluneau. Après une enfance difficile d'orphelin, placé en famille d'accueil, puis chez son oncle tonnelier à Vendôme et enfin chez sa grand-mère, à Pezou, il se destine au dessin industriel dès 1889, collabore à la Gazette des beaux-arts, Don Juan, puis en 1906, est nommé sur concours professeur à l'école Estienne. Dans l'intervalle, il produit des travaux lithographiques et des eaux-fortes. Il présente ses gravures au Salon des Cent, puis au Salon des artistes français de 1900 à 1905 et reçoit une mention honorable. En 1896, il publie son premier recueil de poésie illustré et se lance comme parolier. Il produit également des illustrations et des textes pour la Plume, Le Courrier français, et la Bibliothèque de l'Association fondée par Fernand Clerget.

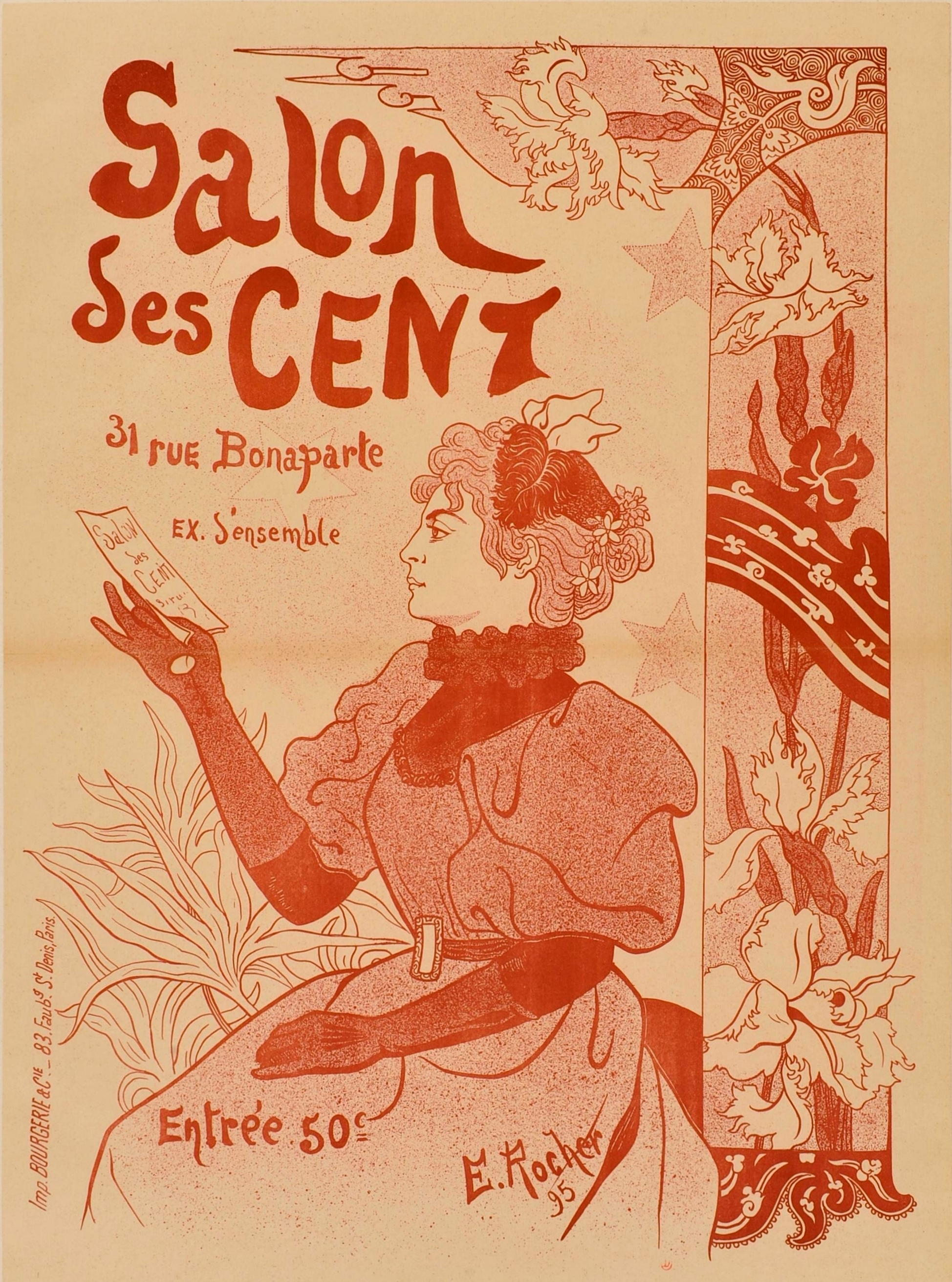
Salon des Cent, affiche lithographiée, 1895.

Habitant 3 place Jussieu, il épouse le 30 décembre 1902 Jeanne Augustine Moine à la mairie du 5e arrondissement de Paris.
Entre 1903 et 1904, il fonde et dirige une revue, L'Atlantide, avec Joseph Décombe.
En 1911, il est nommé officier de l'Instruction publique. En 1925, il obtient le prix Balzac pour son ouvrage, Les pires joies. Très impliqué dans l'éducation technique et l'apprentissage, le 22 février 1927, il est nommé chevalier de la Légion d'honneur, sur proposition de Paul Fleurot.
Il meurt le 23 février 1948 au 7 rue Le Brun, Paris 13e.

## Œuvre

### Écrits

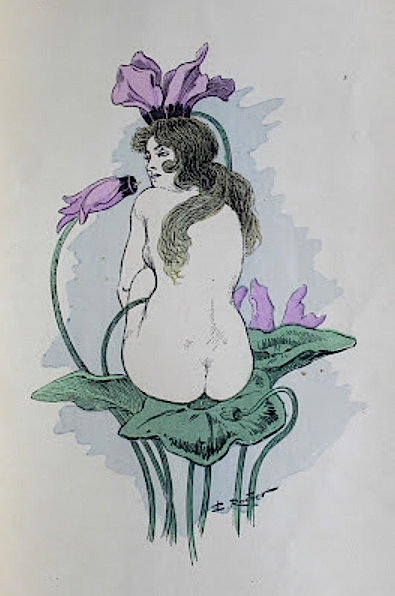
Lithographie en couleurs tirées de Les fleurs passionnées (1902).

- Vous êtes ma Folie ! poème, musique de P. Pastor, Gounin-Ghidone, 1896.
- La Chanson des yeux verts, précédée d'une glose de Paul Redonnel, Bibliothèque artistique et littéraire 1896.
- Les Édens, F. Clerget, 1898.
- Efflorescences, dix poèmes lithographiés, Paul Ollendorff, 1899.
- Béryl et Moina, conte doré pour Pasques, La Maison d'art, 1900.
- Les fleurs passionnées, suite lithographique de nus, Les Cahiers humains, 1902.
- Caresses !, divers poèmes mis en musique par J. Landeroin, L. Alleton, 1907.
- La Vallée du Loir à travers le Vendômois, frontispice d'Antoine Dezarrois, Imprimerie de l'École municipale Estienne, 1908.
- Petite Patrie : poèmes vendômois, Sansot, 1908.
- Le Manteau du passé : poésies : 1899-1909 : 12 lettres d'Albert Samain, en guise de préface, Sansot et Cie, 1909.
- Adolphe van Bever, Georges Crès, Paris, 1911.
- Les Aspects divins, rythme et beauté, poèmes, 1909-1911, E. Figuière, 1912.
- Le Roman de la fleur : monographie florale illustrée, Maurice Dormann, 1912.
- Les fêtes et les deuils : poèmes illustrés, 1913-1917, G. Champenois, 1918.
- L'Âme en friche, Éditions du Monde nouveau, 1922.
- Louis Pergaud, conteur rustique, Mercure de France, 1923.
- Pierre de Ronsard, prince des poètes, 1524-1585 : étude suivie d'une bibliographie du poète et de ses œuvres, Presses universitaires de France, 1924.
- Les pires joies, roman, Le 7e Jour, 1925 — Grand Prix Balzac de la SGDL.
- Les Faces du songe, poèmes, 1923-1926, Éditions du Monde moderne, 1926.
- Le Beau Misanthrope ou l'Île nocturne, 1928.
- Les beaux métiers du livre, A. Lemerre, 1929.
- Au soleil d'Algérie : poèmes 1929-1930, La Renaissance du Livre, 1930.
- La Muse au moulin, illustrations de Marianne Cochet, gravées par Robert Adenis et Henri Renaud, A. Messein, 1932.
- L'Ombre enchantée, poèmes, A. Messein, 1934.